# Liste der Kulturdenkmale in Gengenbach

In der Liste der Kulturdenkmale in Gengenbach sind Bau- und Kunstdenkmale der Stadt Gengenbach verzeichnet, die im „Verzeichnis der unbeweglichen Bau- und Kunstdenkmale und der zu prüfenden Objekte“ des Landesamts für Denkmalpflege Baden-Württemberg verzeichnet sind. Dieses Verzeichnis ist nicht öffentlich und kann nur bei „berechtigtem Interesse“ eingesehen werden. Die folgende Liste ist daher nicht vollständig und beruht auf anderweitig veröffentlichten Angaben.

## Allgemein
- Bild: Zeigt ein ausgewähltes Bild aus Commons, „Weitere Bilder“ verweist auf die Bilder im Medienarchiv Wikimedia Commons.
- Bezeichnung: Nennt den Namen, die Bezeichnung oder die Art des Kulturdenkmals.
- Lage: Straßenname und Hausnummer oder Flurstücknummer des Kulturdenkmals, gegebenenfalls auch den Ortsteil. Die Grundsortierung der Liste erfolgt nach dieser Adresse. Der Link (Karte) führt zu verschiedenen Kartendiensten mit der Position des Kulturdenkmals. Fehlt dieser Link, wurden die Koordinaten noch nicht eingetragen. Sind diese bekannt, können sie über ein Tool mit einer Kartenansicht einfach nachgetragen werden. In dieser Kartenansicht sind Kulturdenkmale ohne Koordinaten mit einem roten bzw. orangen Marker dargestellt und können durch Verschieben auf die richtige Position in der Karte mit Koordinaten versehen werden. Kulturdenkmale ohne Bild sind an einem blauen bzw. roten Marker erkennbar.
- Datierung: Baubeginn, Fertigstellung, Datum der Erstnennung oder grobe zeitliche Einordnung entsprechend des Eintrags in der zuständigen Denkmaldatenbank (Landesamt für Denkmalpflege Baden-Württemberg).
- Beschreibung: Kurzcharakteristik des Kulturdenkmals.

## Liste

### Liste der Kulturdenkmale in der Altstadt von Gengenbach
| Bild           | Bezeichnung                              | Lage | Datierung       | Beschreibung | ID |
| -------------- | ---------------------------------------- | --- | --------------- | --- | -- |
| Weitere Bilder | Gesamtanlage Ehemaliger Klosterbezirk    | |                 | Geschützt nach § 19 DSchG |    |
|                | Gesamtanlage Oberdorf                    | |                 | Das Oberdorf befindet sich nördlich außerhalb der Altstadt. Es besteht aus der Straße Oberdorf Geschützt nach § 19 DSchG                                                                      |    |
|                | Stadtbefestigung                         | Feuergasse 5, 7, 9, 11, Friedrichstraße 31, Gänsbühl 5a, 7, 9, Grabenstraße 24, Hauptstraße 1, 2, 39a Klosterstraße 2, Victor-Kretz-Straße 31, 33, 36, 38. |                 | Teil der Sachgesamtheit sind alle Ober- und unterirdisch erhaltene Reste der Stadtmauer mit Tortürmen, vorgelegtem Graben, Zwingermauer sowie vorgelagertem Glacis. Geschützt nach § 28 DSchG |    |
| Weitere Bilder |                                          | Engelgasse 1 (Karte) |                 | Das Wohn- und Geschäftshaus, eine ehemalige Scheune, ist in Fachwerkbauweise errichtet und als erhaltenswertes Gebäude eingestuft.                                                            |    |
| Weitere Bilder |                                          | Engelgasse 2 (Karte) |                 | Das zweigeschossige, traufständige Gebäude mit Fachwerkgeschoss ist in Bezug auf die Denkmaleigenschaft ein Prüffall.                                                                         |    |
| Weitere Bilder | Ziehbrunnen                              | Engelgasse bei Nr. 4 (Karte) |                 | Geschützt nach § 2 DSchG |    |
| Weitere Bilder |                                          | Engelgasse 4 (Karte) |                 | Das Wohnhaus ist in Fachwerkbauweise errichtet und als erhaltenswertes Gebäude eingestuft. Geschützt nach § 2 DSchG                                                                           |    |
| Weitere Bilder |                                          | Engelgasse 5 (Karte) |                 | Das zweigeschossige Fachwerkhaus ist in Bezug auf die Denkmaleigenschaft ein Prüffall. Geschützt nach § 2 DSchG                                                                               |    |
|                |                                          | Engelgasse 8 (Karte) |                 | Das Wohnhaus mit ehemaligen Ökonomiegebäude wird als erhaltenswertes Gebäude eingestuft. Geschützt nach § 2 DSchG                                                                             | BW |
| Weitere Bilder |                                          | Engelgasse 9 (Karte) | 1732            | Wohnhaus mit Kellerhals Geschützt nach § 2 DSchG |    |
| Weitere Bilder |                                          | Engelgasse 10 (Karte) | 18. Jahrhundert | Wohnhaus mit Kellerhals Geschützt nach § 2 DSchG |    |
| Weitere Bilder |                                          | Engelgasse 11 (Karte) | um 1730         | Das Wohnhaus mit Kellerhals wird als erhaltenswertes Gebäude eingestuft. Geschützt nach § 2 DSchG                                                                                             |    |
|                |                                          | Engelgasse 12 (Karte) |                 | Wohnhaus mit Ökonomiegebäude Geschützt nach § 2 DSchG | BW |
| Weitere Bilder |                                          | Engelgasse 13 (Karte) |                 | Wohnhaus mit Kellerhals Geschützt nach § 2 DSchG |    |
| Weitere Bilder |                                          | Engelgasse 14 (Karte) |                 | Wohnhaus mit Kellerhals Geschützt nach § 2 DSchG |    |
| Weitere Bilder |                                          | Engelgasse 15 (Karte) |                 | Wohnhaus mit Kellerhals Geschützt nach § 2 DSchG |    |
| Weitere Bilder |                                          | Engelgasse 17 (Karte) |                 | Wohnhaus mit Ökonomieteil Geschützt nach § 2 DSchG |    |
|                |                                          | Engelgasse 18 (Karte) |                 | Das Wohnhaus, eine ehemalige Klosterwirtschaft ist ein denkmalpflegerischer Prüffall. Geschützt nach § 2 DSchG                                                                                | BW |
| Weitere Bilder |                                          | Engelgasse 19 (Karte) | 1643            | Fachwerkwohnhaus Geschützt nach § 2 DSchG |    |
|                |                                          | Engelgasse 20 (Karte) |                 | Wohnhaus mit Ladeneinbau, ehemalige Scheune Geschützt nach § 2 DSchG | BW |
| Weitere Bilder |                                          | Engelgasse 21 (Karte) |                 | Wohnhaus, erhaltenswertes Gebäude. |    |
|                |                                          | Engelgasse 22 (Karte) |                 | Wohnhaus, wohl ehemalige Scheune, Prüffall. | BW |
|                |                                          | Engelgasse 23 (Karte) |                 | Wohnhaus, Erhaltenswertes Gebäude | BW |
|                |                                          | Engelgasse 25 (Karte) |                 | Wohnhaus, Erhaltenswertes Gebäude | BW |
|                |                                          | Engelgasse 27 (Karte) |                 | Wohnhaus mit Werkstatt, ehemalige Nebengebäude, Erhaltenswertes Gebäude | BW |
| Weitere Bilder |                                          | Engelgasse 31 (Karte) | 1733            | Wohnhaus mit Stadtmauerrest Geschützt nach § 2 DSchG |    |
|                |                                          | Engelgasse 33 (Karte) |                 | Gasthaus Reichsstadt, ehemals Wohn- und Ökonomiegebäude Geschützt nach § 2 DSchG | BW |
|                |                                          | Feuergasse 1 (Karte) |                 | Wohnhaus, ehemaliges Ökonomiegebäude, Prüffall | BW |
|                |                                          | Feuergasse 2 (Karte) |                 | Wohnhaus Geschützt nach § 2 DSchG | BW |
|                |                                          | Feuergasse 3 (Karte) |                 | Wohnhaus Geschützt nach § 2 DSchG | BW |
|                |                                          | Feuergasse 4 (Karte) |                 | Wohnhaus Geschützt nach § 2 DSchG | BW |
|                |                                          | Feuergasse 5 (Karte) |                 | Wohnhaus und Rückgebäude (mit Stadtmauer) Geschützt nach § 2 DSchG | BW |
|                |                                          | Feuergasse 7 (Karte) |                 | Wohnhaus und Rückgebäude (mit Stadtmauer) Geschützt nach § 2 DSchG | BW |
|                |                                          | Feuergasse 9 (Karte) |                 | Wohnhaus und Rückgebäude (mit Stadtmauer) Geschützt nach § 2 DSchG | BW |
|                |                                          | Feuergasse 11 (Karte) |                 | Wohnhaus und Rückgebäude (mit Stadtmauer) Geschützt nach § 2 DSchG | BW |
|                |                                          | Friedrichstraße 27 (Karte) |                 | Wohn- und Geschäftshaus Geschützt nach § 2 DSchG | BW |
|                |                                          | Friedrichstraße 29 (Karte) |                 | Wohnhaus, Erhaltenswertes Gebäude |    |
| Weitere Bilder | Gasthaus Klosterstube                    | Friedrichstraße 31 (Karte) |                 | Gasthaus Klosterstube, Erhaltenswertes Gebäude Geschützt nach § 2 DSchG |    |
|                |                                          | Friedrichstraße |                 | Gartenportal (zu Hauptstraße 41) Geschützt nach § 2 DSchG |    |
|                |                                          | Friedrichstraße 43 (Karte) |                 | Wohnhaus Geschützt nach § 2 DSchG | BW |
|                |                                          | Friedrichstraße 47 (Karte) |                 | Wohnhaus, Prüffall | BW |
|                |                                          | Friedrichstraße 49 (Karte) |                 | Wohnhaus mit Einfriedung Geschützt nach § 2 DSchG | BW |
| Weitere Bilder |                                          | Gänsbühl 2 (Karte) |                 | Wohnhaus Geschützt nach § 2 DSchG |    |
| Weitere Bilder |                                          | vor Gänsbühl 3 (Karte) | 1766            | Pumpbrunnen Geschützt nach § 2 DSchG |    |
| Weitere Bilder |                                          | Gänsbühl 4 (Karte) |                 | Wohnhaus Geschützt nach § 2 DSchG |    |
| Weitere Bilder |                                          | Gänsbühl 5 (Karte) |                 | Wohnhaus, ehemaliges Färberhaus Geschützt nach § 28 DSchG |    |
|                |                                          | Gänsbühl 7 (Karte) |                 | Wohn- und Wirtschaftsgebäude Geschützt nach § 2 DSchG |    |
|                |                                          | Gänsbühl 9 (Karte) |                 | Wohnhaus, Prüffall | BW |
|                |                                          | Grabenstraße 2 (Karte) |                 | Wohnhaus, Erhaltenswertes Gebäude | BW |
|                |                                          | Grabenstraße 4 (Karte) |                 | Wohnhaus, Erhaltenswertes Gebäude | BW |
|                |                                          | Grabenstraße 6 (Karte) |                 | Wohnhaus, Erhaltenswertes Gebäude | BW |
|                |                                          | Grabenstraße 10 (Karte) |                 | Wohnhaus, Erhaltenswertes Gebäude | BW |
|                |                                          | Grabenstraße 12 (Karte) |                 | Wohnhaus mir Rückgebäude, Erhaltenswertes Gebäude | BW |
|                |                                          | Grabenstraße 14 (Karte) |                 | Wohnhaus, Erhaltenswertes Gebäude | BW |
|                |                                          | Grabenstraße 16 (Karte) |                 | Wohnhaus, Erhaltenswertes Gebäude | BW |
|                |                                          | Grabenstraße 18 (Karte) |                 | Wohnhaus | BW |
|                |                                          | Grabenstraße 24 (Karte) |                 | Wohnhaus, Erhaltenswertes Gebäude | BW |
|                |                                          | Grabenstraße 26 (Karte) |                 | Wohnhaus, Erhaltenswertes Gebäude | BW |
|                |                                          | Grabenstraße 28 (Karte) |                 | Wohnhaus mit Rückgebäude, Prüffall | BW |
|                |                                          | Grabenstraße 30 (Karte) |                 | Wohnhaus mit Rückgebäude, Erhaltenswertes Gebäude | BW |
|                |                                          | Grabenstraße 32 (Karte) |                 | Wohnhaus mit Garten, Erhaltenswertes Gebäude | BW |
|                | Gasthof Hirschen                         | Grabenstraße 34 (Karte) |                 | Gasthof Hirschen, Prüffall | BW |
|                |                                          | Grabenstraße 36 (Karte) |                 | Wohnhaus, Prüffall | BW |
|                |                                          | Grabenstraße 38 (Karte) |                 | Wohnhaus, Erhaltenswertes Gebäude | BW |
|                |                                          | Grabenstraße 40 (Karte) |                 | Wohnhaus, Erhaltenswertes Gebäude | BW |
|                |                                          | Grabenstraße 42 (Karte) |                 | Wohn- und Geschäftshaus, Prüffall | BW |
|                |                                          | Grabenstraße 44 (Karte) |                 | Einfirsthaus Geschützt nach § 2 DSchG | BW |
| Weitere Bilder | Brückenkapelle, auch Flößerkapelle       | Grünstraße 2 (Karte) |                 | Geschützt nach § 28 DSchG |    |
|                |                                          | Grünstraße 3 (Karte) |                 | Wohnhaus Geschützt nach § 2 DSchG | BW |
| Weitere Bilder | Marktbrunnen                             | Hauptstraße (bei) FstNr. 0-50 (Karte) |                 | Marktbrunnen Geschützt nach § 28 DSchG |    |
| Weitere Bilder | Kinzigtorturm                            | Hauptstraße 1 (Karte) |                 | Geschützt nach § 28 DSchG |    |
|                |                                          | Hauptstraße 2 (Karte) |                 | Wohnhaus mit Nebengebäude Geschützt nach § 2 DSchG | BW |
| Weitere Bilder |                                          | Hauptstraße 3 (Karte) |                 | Wohnhaus mit Nebengebäuden Geschützt nach § 2 DSchG |    |
| Weitere Bilder |                                          | vor Hauptstraße 4 (Karte) |                 | Brunnen als Erhaltenswertes Kleinobjekt |    |
| Weitere Bilder |                                          | Hauptstraße 4 (Karte) |                 | Wohn- und Geschäftshaus, Prüffall |    |
| Weitere Bilder |                                          | Hauptstraße 5 (Karte) |                 | Geschützt nach § 2 DSchG |    |
| Weitere Bilder |                                          | Hauptstraße 6 (Karte) |                 | Wohn- und Geschäftshaus mit Rückgebäude Geschützt nach § 2 DSchG |    |
|                |                                          | Brunnen vor Hauptstraße 7 (Karte) |                 | Geschützt nach § 2 DSchG |    |
| Weitere Bilder |                                          | Hauptstraße 7 (Karte) |                 | Wohnhaus mit Ladeneinbau Geschützt nach § 2 DSchG |    |
| Weitere Bilder | von Rieneck'sches Haus                   | Hauptstraße 8 (Karte) | 1770            | Wohn- und Geschäftshaus, sog. von Rieneck'sches Haus Geschützt nach § 12 DSchG | BW |
| Weitere Bilder |                                          | Hauptstraße 9 (Karte) |                 | Wohnhaus Geschützt nach § 2 DSchG |    |
|                |                                          | Hauptstraße 10 (Karte) |                 | Wohnhaus als Erhaltenswertes Gebäude | BW |
| Weitere Bilder |                                          | Hauptstraße 11 (Karte) |                 | Wohn- und Geschäftshaus Geschützt nach § 2 DSchG |    |
| Weitere Bilder | Museum Haus Löwenberg                    | Hauptstraße 13 (Karte) |                 | Heimatmuseum, ehem. Löwenbergpalais Geschützt nach § 28 DSchG |    |
| Weitere Bilder |                                          | Hauptstraße 15 (Karte) |                 | Wohnhaus Geschützt nach § 2 DSchG | BW |
| Weitere Bilder |                                          | Hauptstraße 16 (Karte) |                 | Wohn- und Geschäftshaus, Prüffall |    |
| Weitere Bilder |                                          | Hauptstraße 17 (Karte) | 1696            | Stadtverwaltung, ehem. Kauf- und Kornhaus und Synagoge Geschützt nach § 28 DSchG |    |
| Weitere Bilder |                                          | Hauptstraße 18 (Karte) |                 | Wohn- und Geschäftshaus (Winzergenossenschaft) Geschützt nach § 2 DSchG |    |
| Weitere Bilder |                                          | Hauptstraße 19 (Karte) |                 | Wohn- und Geschäftshaus, ehem. Gasthof "Zum Adler" Geschützt nach § 2 DSchG |    |
| Weitere Bilder |                                          | Hauptstraße 21 (Karte) |                 | Wohn- und Geschäftshaus, Stadt-Apotheke, Prüffall | BW |
| Weitere Bilder |                                          | vor Hauptstraße 22 (Karte) |                 | Brunnen als Erhaltenswertes Kleinobjekt |    |
|                |                                          | Hauptstraße 22 (Karte) |                 | Wohn- und Geschäftshaus Geschützt nach § 2 DSchG | BW |
|                |                                          | Hauptstraße 23 (Karte) |                 | Hotel und Gasthof "Sonne" Geschützt nach § 2 DSchG | BW |
|                |                                          | Hauptstraße 25 (Karte) |                 | Wohn- und Geschäftshaus Geschützt nach § 2 DSchG | BW |
|                |                                          | Hauptstraße 26 (Karte) |                 | Wohn- und Geschäftshaus mit Rückgebäude Geschützt nach § 2 DSchG | BW |
| Weitere Bilder |                                          | Hauptstraße 27 (Karte) |                 | Wohnhaus, Prüffall |    |
| Weitere Bilder |                                          | Hauptstraße 28 (Karte) |                 | Wohnhaus mit Rückgebäude, sog. "Alte Post" Geschützt nach § 2 DSchG |    |
| Weitere Bilder |                                          | Hauptstraße 30 (Karte) |                 | Wohn- und Geschäftshaus, ehem. "Blockhaus" (Bürgergefängnis) Geschützt nach § 2 DSchG |    |
| Weitere Bilder |                                          | Hauptstraße 31 (Karte) |                 | Wohnhaus mit Nebengebäuden Geschützt nach § 2 DSchG |    |
|                |                                          | Hauptstraße 32 (Karte) |                 | Wohn- und Geschäftshaus als Erhaltenswertes Gebäude | BW |
| Weitere Bilder |                                          | Hauptstraße 33 (Karte) |                 | Wohn- und Geschäftshaus Geschützt nach § 2 DSchG | BW |
|                |                                          | Hauptstraße 34 (Karte) |                 | Wohn- und Geschäftshaus, Prüffall | BW |
|                |                                          | Hauptstraße 35 (Karte) |                 | Wohnhaus Geschützt nach § 2 DSchG | BW |
|                |                                          | Hauptstraße 37 (Karte) |                 | Wohn- und Geschäftshaus, Geburtshaus Carl Isenmann (Komponist) Geschützt nach § 2 DSchG | BW |
| Weitere Bilder |                                          | Hauptstraße 39 (Karte) |                 | Wohnhaus mit Gastronomiebetrieb Geschützt nach § 2 DSchG |    |
| Weitere Bilder | Niggelturm                               | Hauptstraße 39a (Karte) |                 | Sog. Niklasturm, sog. Niggelturm, heute Fasnachtmuseum Geschützt nach § 28 DSchG |    |
| Weitere Bilder |                                          | Hauptstraße 41 (Karte) |                 | Wohn- und Geschäftshaus, ehem. Brauerei Bühler Geschützt nach § 2 DSchG |    |
|                |                                          | Hinterdorfstraße 4 (Karte) |                 | Kleingehöft als Erhaltenswertes Gebäude | BW |
|                |                                          | Hinterdorfstraße 8 (Karte) |                 | Wohn- und Wirtschaftsgebäude Geschützt nach § 2 DSchG | BW |
|                |                                          | Hinterdorfstraße 16 (Karte) |                 | Wohnhaus, ehem. Austraghaus? als Erhaltenswertes Gebäude | BW |
|                |                                          | Höllengasse 5 (Karte) |                 | Wohn- und Wirtschaftsgebäude Geschützt nach § 2 DSchG | BW |
| Weitere Bilder |                                          | Höllengasse 8 (Karte) |                 | Wohnhaus Geschützt nach § 2 DSchG |    |
|                |                                          | Höllengasse 9 (Karte) |                 | Wohnhaus mit Lagerkeller Geschützt nach § 2 DSchG | BW |
|                |                                          | Höllengasse 11 (Karte) |                 | Wohnhaus und Schuppen Geschützt nach § 2 DSchG | BW |
|                |                                          | Höllengasse 13 (Karte) |                 | Wohnhaus als Erhaltenswertes Gebäude | BW |
|                |                                          | Höllengasse 15 (Karte) |                 | Wohnhaus als Erhaltenswertes Gebäude | BW |
| Weitere Bilder | Scheffelhaus                             | Höllengasse 19 (Karte) |                 | Wohnhaus, sog. Scheffelhaus, ehem. Oberschaffnerei des Klosters Geschützt nach § 28 DSchG |    |
| Weitere Bilder |                                          | Höllengasse 21 (Karte) |                 | Wohnhaus, Prüffall |    |
| Weitere Bilder |                                          | Höllengasse 23 (Karte) |                 | Wohn- und Geschäftshaus Geschützt nach § 2 DSchG |    |
|                |                                          | Klosterstraße 1 |                 | Geschützt nach § 2 DSchG |    |
| Weitere Bilder |                                          | Klosterstraße 2 (Karte) |                 | Wohn- und Wirtschaftsgebäude Geschützt nach § 2 DSchG |    |
|                |                                          | Klosterstraße 3 (Karte) |                 | Wohn- und Wirtschaftsgebäude, Prüffall | BW |
|                |                                          | Klosterstraße 5 (Karte) |                 | Wohnhaus Geschützt nach § 2 DSchG | BW |
|                |                                          | Klosterstraße 6 (Karte) |                 | Wohnhaus als Erhaltenswertes Gebäude | BW |
|                |                                          | Klosterstraße 7 (Karte) |                 | Wohn- und Wirtschaftsgebäude mit Ökonomie, ehem. Klostermühle Geschützt nach § 28 DSchG | BW |
|                |                                          | Klosterstraße 8 (Karte) |                 | Wohnhaus als Erhaltenswertes Gebäude | BW |
|                |                                          | Klosterstraße 9 (Karte) |                 | Schul- und Verwaltungsgebäude, ehem. klösterl. Lagerhaus Geschützt nach § 2 DSchG |    |
|                |                                          | Klosterstraße 9/1 (Karte) |                 | Schulbau Geschützt nach § 2 DSchG |    |
|                |                                          | Klosterstraße 11 (Karte) |                 | Wohn- und Geschäftshaus, ehem. Nebengebäude des Klosters Geschützt nach § 2 DSchG | BW |
|                |                                          | Klosterstraße 13 und 15 (Karte) |                 | Wohn- und Geschäftshaus, ehem. Pförtnerhaus des Klosters Geschützt nach § 2 DSchG | BW |
|                |                                          | Klosterstraße 17 (Karte) |                 | Wohnhaus mit Ladeneinbau, Prüffall | BW |
| Weitere Bilder | Kloster Gengenbach                       | Klosterstraße 14, 16, Benedikt-von-Nursia-Str. 1 (Karte)                                                                                                   |                 | ehem. Abtei mit Ummauerung, Frei- und Grünflächen Geschützt nach § 2 DSchG |    |
| Weitere Bilder |                                          | Klosterstraße 18 (Karte) |                 | Kath. Stadtpfarrkirche St. Maria, ehem. Klosterkirche Geschützt nach § 28 DSchG |    |
|                |                                          | Klosterstraße (Flst.Nr. 0-190, 0-192) (Karte) |                 | Klostergarten mit Gartenportal, Zufahrtsportal und Prälatenturm Geschützt nach § 28 DSchG |    |
| Weitere Bilder |                                          | Klosterstraße (Karte) |                 | Sandsteinbrunnen als Erhaltenswertes Kleinobjekt |    |
|                |                                          | Klosterstraße 19 (Karte) |                 | Wohnhaus mit Ladeneinbau, Prüffall | BW |
|                |                                          | Klosterstraße 21 (Karte) |                 | Wohnhaus, wohl ehemaliges Nebengebäude, Prüffall | BW |
|                |                                          | Klosterstraße 22 und 24 (Karte) |                 | Wohn- und Geschäftshäuser, ehem. Volksschule Geschützt nach § 2 DSchG | BW |
|                |                                          | Klosterstraße 26 (Karte) |                 | Nebengebäude als Erhaltenswertes Gebäude | BW |
|                |                                          | Klosterstraße 28 (Karte) |                 | Wohnhaus, Prüffall | BW |
|                |                                          | Klosterstraße 32 (Karte) |                 | Wohnhaus mit Werkstatt als Erhaltenswertes Gebäude | BW |
|                |                                          | Leutkirchstraße 1 und Friedrichstraße 2 (Karte) |                 | Wohnhaus mit Ladeneinbau Geschützt nach § 2 DSchG | BW |
|                |                                          | Leutkirchstraße 2 (Karte) |                 | Wohn- und Geschäftshaus, Erhaltenswertes Gebäude | BW |
|                |                                          | Mercyscher Hof |                 | Brunnen als Erhaltenswertes Kleinobjekt |    |
|                |                                          | Mercyscher Hof 1 (Karte) |                 | Wohnhaus Geschützt nach § 2 DSchG | BW |
|                |                                          | Mercyscher Hof 6 (Karte) |                 | Gasthof "Mercyscher Hof" als Erhaltenswertes Gebäude | BW |
|                |                                          | Nollenstraße 2 (Karte) |                 | Wohnhaus als Erhaltenswertes Gebäude | BW |
|                |                                          | Nollenstraße 6 (Karte) |                 | Wohn- und Geschäftshaus, Gaststätte "Nollenstube" als Erhaltenswertes Gebäude | BW |
|                |                                          | Oberdorfstraße 1 (Karte) |                 | Wohnhaus mit Ladeneinbau Geschützt nach § 2 DSchG | BW |
|                |                                          | Oberdorfstraße 2 (Karte) |                 | Geschäftshaus, ehem. öffentlicher Backofen Geschützt nach § 2 DSchG | BW |
|                |                                          | Oberdorfstraße 3 (Karte) |                 | Wohn- und Wirtschaftsgebäude, Prüffall |    |
|                |                                          | Oberdorfstraße 4 (Karte) |                 | Wohnhaus mit Kulturdenkmal Annaselbdritt-Gruppe (im Inneren) als Erhaltenswertes Gebäude | BW |
| Weitere Bilder |                                          | Oberdorfstraße 5 (Karte) |                 | Wohn- und Geschäftshaus Geschützt nach § 2 DSchG |    |
|                |                                          | Oberdorfstraße 6 (Karte) |                 | Wohnhaus mit Nebengebäude als Erhaltenswertes Gebäude | BW |
|                |                                          | Oberdorfstraße 7 und 9 (Karte) |                 | Doppelwohnhaus als Erhaltenswertes Gebäude | BW |
|                |                                          | Oberdorfstraße 8 (Karte) |                 | Wohnhaus als Erhaltenswertes Gebäude | BW |
|                |                                          | Oberdorfstraße 16 (Karte) |                 | Wohn- und Wirtschaftsgebäude Geschützt nach § 2 DSchG | BW |
|                |                                          | Oberdorfstraße 17 (Karte) |                 | Wohnhaus als Erhaltenswertes Gebäude | BW |
|                |                                          | Oberdorfstraße 18 (Karte) |                 | Wohn- und Wirtschaftsgebäude Geschützt nach § 2 DSchG | BW |
|                |                                          | Oberdorfstraße 19 (Karte) |                 | Wohn- und Wirtschaftsgebäude Geschützt nach § 2 DSchG | BW |
|                |                                          | Oberdorfstraße 20 (Karte) |                 | Wohn- und Wirtschaftsgebäude als Erhaltenswertes Gebäude | BW |
|                |                                          | Oberdorfstraße 21 (Karte) |                 | Wohn- und Wirtschaftsgebäude Geschützt nach § 2 DSchG | BW |
|                |                                          | Oberdorfstraße 22 (Karte) |                 | Wohn- und Wirtschaftsgebäude als Erhaltenswertes Gebäude | BW |
|                |                                          | Oberdorfstraße 23 (Karte) |                 | Wohn- und Wirtschaftsgebäude, Prüffall | BW |
|                |                                          | Oberdorfstraße 25 (Karte) |                 | Wohnhaus, ehem. Weinbauernhaus, Prüffall | BW |
|                |                                          | Oberdorfstraße 35 (Karte) |                 | Wohn- und Wirtschaftsgebäude Geschützt nach § 2 DSchG | BW |
|                |                                          | Otto-Ernst-Sutter-Weg Flst.Nr. 0-2799 |                 | Felsenkeller, Lagerkeller Geschützt nach § 2 DSchG |    |
|                |                                          | Schwedenstraße 1 und 1a (Karte) |                 | Wohnhäuser mit Wirtschaftskomplex Geschützt nach § 2 DSchG | BW |
|                |                                          | Schwedenstraße 2 (Karte) |                 | Wohnhaus mit Wirtschaftsteil als Erhaltenswertes Gebäude | BW |
|                |                                          | Schwedenstraße 4 (Karte) |                 | Wohnhaus als Erhaltenswertes Gebäude | BW |
|                |                                          | Schwedenstraße 6 (Karte) |                 | Wohnhaus als Erhaltenswertes Gebäude | BW |
|                |                                          | Schwedenstraße 8 (Karte) |                 | Wohnhaus mit Wirtschaftsteil als Erhaltenswertes Gebäude | BW |
| Weitere Bilder |                                          | Victor-Kretz-Straße 1 (Karte) |                 | Wohn- und Geschäftshaus Geschützt nach § 2 DSchG |    |
| Weitere Bilder | Rathaus Gengenbach                       | Victor-Kretz-Straße 2 (Karte) |                 | Geschützt nach § 28 DSchG |    |
| Weitere Bilder |                                          | Victor-Kretz-Straße 3 (Karte) |                 | Wohn- und Geschäftshaus, Prüffall |    |
| Weitere Bilder |                                          | Victor-Kretz-Straße 4 (Karte) |                 | Wohn- und Geschäftshaus Geschützt nach § 2 DSchG |    |
|                |                                          | Victor-Kretz-Straße 7 (Karte) |                 | Wohn- und Geschäftshaus, Prüffall | BW |
|                |                                          | Victor-Kretz-Straße 9 (Karte) |                 | Wohn- und Geschäftshaus als Erhaltenswertes Gebäude | BW |
|                |                                          | vor Victor-Kretz-Straße 10 (Karte) |                 | Laufbrunnen als Erhaltenswertes Kleinobjekt | BW |
| Weitere Bilder | ehem. Ratskanzlei, sog. Pfaff´sches Haus | Victor-Kretz-Straße 11 und 13 (Karte) |                 | Geschützt nach § 28 DSchG |    |
|                |                                          | Victor-Kretz-Straße 14 (Karte) |                 | Geschützt nach § 2 DSchG | BW |
|                |                                          | Victor-Kretz-Straße 15 (Karte) |                 | Wohn- und Geschäftshaus Geschützt nach § 2 DSchG | BW |
| Weitere Bilder |                                          | Victor-Kretz-Straße 16 (Karte) |                 | Wohn- und Geschäftshaus, Prüffall |    |
|                |                                          | Victor-Kretz-Straße 17 (Karte) |                 | Wohn- und Gasthaus "Zur Pfeffermühle" Geschützt nach § 2 DSchG | BW |
| Weitere Bilder |                                          | Victor-Kretz-Straße 18 (Karte) |                 | Wohn- und Geschäftshaus als Erhaltenswertes Gebäude |    |
| Weitere Bilder |                                          | Victor-Kretz-Straße 19 (Karte) |                 | Wohn- und Geschäftshaus Geschützt nach § 2 DSchG |    |
|                |                                          | vor Victor-Kretz-Straße 19 (Karte) |                 | Ziehbrunnen Geschützt nach § 2 DSchG |    |
|                |                                          | Victor-Kretz-Straße 20 (Karte) |                 | Wohn- und Geschäftshaus, Erhaltenswertes Gebäude | BW |
| Weitere Bilder |                                          | Victor-Kretz-Straße 21 (Karte) |                 | Wohnhaus, ehem. Küferhaus Geschützt nach § 2 DSchG |    |
|                |                                          | Victor-Kretz-Straße 22 (Karte) |                 | Wohn- und Geschäftshaus als Erhaltenswertes Gebäude | BW |
| Weitere Bilder |                                          | Victor-Kretz-Straße 23 (Karte) |                 | Wohn- und Geschäftshaus als Erhaltenswertes Gebäude | BW |
|                |                                          | Victor-Kretz-Straße 24 (Karte) |                 | Wohn- und Geschäftshaus, Prüffall | BW |
| Weitere Bilder |                                          | Victor-Kretz-Straße 25 (Karte) |                 | Wohnhaus Geschützt nach § 2 DSchG |    |
|                |                                          | Victor-Kretz-Straße 26 (Karte) |                 | Wohn- und Geschäftshaus, Prüffall | BW |
| Weitere Bilder |                                          | Victor-Kretz-Straße 27 (Karte) |                 | Wohn- und Geschäftshaus Geschützt nach § 2 DSchG |    |
| Weitere Bilder |                                          | Victor-Kretz-Straße 29 (Karte) |                 | Wohnhaus mit Restaurant Geschützt nach § 2 DSchG |    |
| Weitere Bilder |                                          | Victor-Kretz-Straße 30 (Karte) |                 | Wohn- und Geschäftshaus als Erhaltenswertes Gebäude |    |
| Weitere Bilder |                                          | Victor-Kretz-Straße 31 (Karte) |                 | Wohnhaus Geschützt nach § 2 DSchG |    |
| Weitere Bilder |                                          | Victor-Kretz-Straße 32 (Karte) |                 | Wohn- und Geschäftshaus, Prüffall |    |
| Weitere Bilder | Obertor                                  | Victor-Kretz-Straße 33 (Karte) |                 | Torturm, sog. Obertor oder Haigerachtor Geschützt nach § 28 DSchG |    |
| Weitere Bilder |                                          | Victor-Kretz-Straße 34 (Karte) |                 | Wohn- und Geschäftshaus Geschützt nach § 2 DSchG |    |
| Weitere Bilder |                                          | Victor-Kretz-Straße 36 (Karte) |                 | Wohnhaus Geschützt nach § 2 DSchG |    |
| Weitere Bilder |                                          | Victor-Kretz-Straße 38 (Karte) |                 | Wohnhaus Geschützt nach § 2 DSchG |    |

### Liste der Kulturdenkmale außerhalb der Altstadt von Gengenbach
| Bild           | Bezeichnung                                                 | Lage                     | Datierung | Beschreibung              | ID |
| -------------- | ----------------------------------------------------------- | ------------------------ | --------- | ------------------------- | -- |
|                | Mutterhaus der Franziskanerinnen vom Göttlichen Herzen Jesu | Bahnhofstraße 10 (Karte) |           | [ 1 ]                     |    |
| Weitere Bilder | Flösserei- und Verkehrsmuseum Gengenbach                    | Grünstraße 1 (Karte)     |           | ehemaliges Bahnwärterhaus |    |
|                | Geschwister-Scholl-Grundschule                              | Nollenstraße 15 (Karte)  |           | [ 1 ]                     | BW |